# بادي مونتجومري
بادي مونتجومري (بالإنجليزية: Buddy Montgomery)‏ هو ملحن وعازف بيانو أمريكي، ولد في 30 يناير 1930 في إنديانابوليس في الولايات المتحدة، وتوفي في 14 مايو 2009 في بالمديل في الولايات المتحدة.

## وصلات خارجية
- بادي مونتجومري على موقع ميوزك برينز (الإنجليزية)
- بادي مونتجومري على موقع أول ميوزيك (الإنجليزية)
- بادي مونتجومري على موقع ديسكوغز (الإنجليزية)